# 湯浅謙
湯浅 謙（ゆあさ けん、1916年10月23日 - 2010年11月2日）は、元日本陸軍軍医、医師、中国帰還者連絡会の会員。埼玉県出身。

## 人物
第二次世界大戦中、日本陸軍の軍医として中国で勤務、軍務として生体解剖を行う。
戦後、戦犯容疑者として中国の戦犯管理所へ移送されるが、中国の人道的な対応に接し、自身の罪を強く認識し深く反省する。起訴免除の判決を受けた後、日本へ帰国する。
帰国後、中帰連の会員として、反戦平和、日中友好運動に参加する。自身の戦争体験、特に生体解剖を証言し、戦争の愚かしさを伝える。

## 証言
- 医学生時代より、軍医になり中国へ渡れば生体解剖を行う機会があるという話を聞いていた。
- 命令は、第一軍より陸軍病院・各師団旅団へ伝達される。病院では院長と庶務主任が準備をする。師団では、連隊付の軍医15-16名の教育のため実施した。
- 被害者は、概ね八路軍と密通した被疑者とされていたが、実際に密通者かどうかは分からない。取調べで残酷な拷問を加えるため、解放した後日本軍の悪い噂が立たないように、口封じの為、生体解剖に送られてきた。
- 湯浅が潞安陸軍病院に赴任した頃には、生体解剖は日常的に行われていた。
- 湯浅が携わった生体解剖は合計6回に及ぶ。

### 1回目
1942年3月中旬。目的は、第36師団の野戦部隊の軍医教育のための演習として行われた。第36師団より11-12名の軍医、潞安陸軍病院より新任軍医5名、その他2-30名が参加した。被害者は野良着姿の中国人男性2名。一名は大柄で額が広く態度が落ち着いており、もう一名は小柄で顔色の黒く動揺していた。
演習内容は、腰椎麻酔、全身麻酔、盲腸炎（虫垂の摘出）、四肢の挫滅創（二の腕の切断）、腹部貫通銃創（腹部正中切開の後、腸の切断および縫合）、喉頭損傷（野戦気管切開器による気管切開）。
演習後、未だ呼吸が続く被害者に対し、心臓へ注射器による空気注入、首を絞めることによる頸動脈圧迫、静脈への麻酔注射によって死亡させる。

### 2回目
1942年秋。西村慶次中佐（潞安陸軍医院長）が教育責任者となり、第36師団から氏家少佐（同師団野戦病院長）および軍医が参加した。被害者は、憲兵隊より貰い下げられた中国人男性2名。腸管の縫合、野戦気管切開器による気管切開、顎骨骨折を予想しての整復手術、睾丸摘出。

### 3回目
1942年12月。第一軍からの命令による軍医教育が太原の防疫給水部において、山西省各部隊の軍医40-50名が集められて行われた。この際、太源監獄にて生体解剖を実施した。被害者は中国人男性4名。その場におぴて、拳銃で腹部を銃撃し、弾丸の摘出手術を行う。その間、同時に四肢の切断、気管切開を行う。

### 4回目～6回目
1944年4月、潞安陸軍病院で庶務主任に任命される。この時、軍医の質の向上のため手術演習（生体解剖）を増やすことを求める北支方面軍からの極秘命令を目撃する。この命令を受けて、湯浅は年6回の手術演習の計画を立て病院長へ提示した後、第1軍と北支方面軍の軍医部にそれぞれ計画書を提出したが、作戦やその他諸事情のため、敗戦までの間に行えた手術演習は3回だけであった。
- 1944年11月に行った演習では2名の被験者が居たものの、軍医の集まりが悪く、1名の生体解剖を行っただけで演習が終了した為、もう1名の被験者は院長が日本刀で斬首した。
- 病院長の依頼により日本の製薬会社に送るという理由で、生体解剖の演習後の被験者の頭蓋骨より脳を取り出し、1リットル程のホルマリン液が入っていると思われる容器に脳皮質に採取し、病院長に渡した。
- 脳皮質採取した数ヵ月後、再度、病院長より1リットル容器にできるだけ多くの脳皮質を採取するように依頼される。二十数名の衛生補充兵の衛生教育のため、1名の中国人被験者を生体解剖し内臓などの位置を教える演習を行った後、脳皮質の採取を行い病院長へ渡した。

## 独立歩兵第5警備隊
1945年3月、潞安陸軍病院から独立歩兵第5警備隊（司令部は運城）へ派遣される。そこで王茅鎮に本部のある大隊の高級軍医に任命される。この部隊ではしばしば八路軍に対する掃討作戦を行い、湯浅自身も出動した。この掃討作戦の際、負傷した八路軍兵士を銃殺する場面に立ち会っている。

### 老河口作戦
1945年6月。老河口作戦で、第12軍は老河口で国民党軍に包囲され離脱できずにいた。第1軍は包囲の圧力を軽減させるため国民党軍を牽制するよう命令された為、第5独立警備隊は山西省の他の部隊を指揮し、この任務につくことになった。
王茅鎮から補給を受けるため河南省会起鎮に向かった後、指示された部落で集結した。この途中、地雷を避けるため、部隊の先頭を付近の住民4-5人に歩かせたり、日本軍を避けるために無人となった村で略奪などを行った。
部隊終結後、汾官作戦を開始する。この作戦は、国民党軍が占拠する汾道口と官道口という二つの拠点の攻撃が目的である。汾道口攻略では、敵の強固なトーチカに阻まれ激戦となったものの占領するにいたる。次いで官同口攻撃では、町を覆う強固な城壁と攻勢の国民党軍に阻まれ、突撃に失敗し部隊は撤退した。この時の突撃では、砲撃して城壁を破壊した後に突撃を行う予定だった。しかし、火力不足により城壁が破壊できずにいたにもかかわらず、大隊長は船田中隊長に対し無謀な突撃を強要した結果、船田中隊長は戦死、同中隊は多数の被害を出す結果となった。
王茅場鎮の大隊本部に帰還すると、湯浅に潞安陸軍病院への帰隊命令が届く。1945年7月中旬、第5独立警備隊本部（運城）へ出頭した後、潞安へ向かう。途中、申告のため太原の第1軍軍医部へ寄った後、盲腸と腹膜炎を併発し、太原陸軍病院に入院した。

## 敗戦
太原陸軍病院に入院中に敗戦を迎える。当時は、重大放送が行われるという指示を受け、病室で敗戦を伝える天皇のラジオ放送を聞く。病院は敗戦の報に際し大騒ぎとなったが、湯浅自身は、この事態を平静に受け止めた。
潞安陸軍病院が太原へ撤退してきたが、撤退時には衛生資材を焼却命令を受け、搬送できない重症患者を毒殺したという。潞安陸軍病院は、太原で防疫給水部に合流した為、湯浅は退院後、防疫給水部へ移った。実験を隠蔽するためか、生体解剖に深く関与した笠中尉ほか数名はすぐに北京へ転属となった。
防疫給水部に合流した陸軍病院で、内科病室付兼教育隊付軍医として勤務すると同時に大尉へ昇進する。山西省の日本軍内では、山西省に残留し、親日的な国民党や閻錫山に協力し、中国を強固とすることで、日本の米国支配を打開するとい運動が広がった。湯浅はこの運動の趣旨とは別に、山西省に残ることを決める。その理由は、中国人にも残留する日本人に医師が必要だと考えたからだった。
1945年12月24日、潞安陸軍病院は中国側に接収、部隊は北京に引き上げる。この機会に湯浅は離隊し、山西共済病院へ移籍した。同病院は、中国側の管理下にあったものの、日本人居留民の為に須藤医師が経営していた。正式の医師3名、現地採用の医師3名、看護婦は日中合せて10名程度の規模だった。

## 略歴
- 1916年10月23日 埼玉県の開業医の次男として生まれる。生後まもなく、東京・京橋に引っ越す。
- 1923年 東京都中央区の明正小学校へ入学。同年、関東大震災で罹災し、眼窩に電線が刺さる重症を負う。
- 1934年 東京慈恵会医科大学に入学
- 1941年春 同大卒業、東京駒込病院に内科医として勤務。
- 1941年6月 徴兵検査、第一乙種合格。
- 1941年10月 短期現役軍医に志願し、旭川歩兵第28連隊に入隊。
- 1941年12月20日 教育期間を終え、軍医中尉に任官。
- 1942年1月 中国山西省の潞安陸軍病院へ赴任。伝染病科・病理検査室付軍医として勤務。
- 1942年3月 八路軍とされる兵士の生体解剖に携わる。生体解剖は、衛生兵教育、製薬会社の研究材料提供の為に行われた。指導的な立場になった後、新任軍医の演習の為、自身の計画・実行のもと計6回、延べ10名の生体解剖を行う。
- 1945年8月15日 太原陸軍病院で終戦を迎える。その後、太原に残留した日本人と共に医師団の一員として残留し、日本人居留民のための山西共済病院に勤務。さらに日本の同仁会が経営する慈恵病院に移籍する。
- 1947年 太原郵便局保険課長の次女だった啓子と結婚。二児の父親となる。
- 1949年4月 人民解放軍が太原を解放する。中国政府の命令により省立病院に勤務。
- 1950年 陽泉の病院に移動。
- 1951年1月 捕虜として河北省永年の捕虜収容所に収容される。生体解剖について告白する。
- 1952年 戦犯として太原監獄に拘置される。
- 1956年6月 起訴免除となり釈放。日本へ帰国。
- 1956年7月 肺結核の治療のため、東京赤十字病院に入院。
- 1957年3月 慈恵医大の内科で再研修。
- 1958年7月 中国帰還者連絡会に参加。白十字病院で初めて証言する。以降、反戦・平和、原水禁、日中友好運動などに積極的に参加する。
- 1958年3月 民医連・西荻窪診療所に勤務、所長となる。
- 1976年 西荻窪診療所所長を退任、勤務医となる。
- 1988年秋 帰国後はじめて太原へ謝罪の旅。
- 1991年10月 4回目の訪中。潞安を訪問。
- 2010年11月2日 心不全のため死去。享年94。